# Мальмезон
Мальмезон (фр. Château de Malmaison фр. вимова: [ʃɑto d(ə) malmɛzɔ̃]) — палац за 20 км від Парижа. Колишня резиденція Наполеона I та Жозефіни Бонапарт.

## Історія

### Середні віки
У X столітті нормани, які грабували поселення і міста вздовж річки Сени, звозили сюди свою здобич. Звідки і назва: Мальмезон — поганий будинок.
Вперше назва «Mala domus» з'являється в джерелах у 1244 році. Сеньйоральний маєток «La Malmaison» уперше згадується в XIV столітті. У 1390 цю землю купує сержант армії короля Карла VI Гійом Гуде, і аж до 1763 року маєток перебуває у володінні родин Давернь, Перро та Барантом.
Палац Мальмезон почали споруджувати в 1610 році, й добудували аж у 1686 році.
З 1737 році палац здається в оренду заможнім фінансистам, які приймають в Мальмезоні вишукане товариство.
У 1763 році його купує син канцлера д'Агесо, а в 1771 — багатий банкір Жак-Жан ле Куто дю Моле. Родина банкіра трохи розширила крила будинку, що виходять у сад. Мадам дю Моле влаштовувала в Мальмезоні літературний салон, який відвідували абат Деліль, мадам Віже-Лебрен, філософ-просвітитель Мельхіор Грімм і письменник Бернард де Сен-П'єр.

### За часів Жозефіни Бонапарт
Бурхливі події Французької революції змусили банкіра продати Мальмезон. Новою власницею стала Жозефіна Бонапарт. 21 квітня 1799 року вона придбала маєток за 325 тисяч франків. Наполеон Бонапарт підтвердив цю покупку після повернення з Єгипетського походу. Наполеон був на той час уже Першим Консулом і любив приїжджати сюди відпочити або попрацювати. Він розпорядився зробити собі в замку маленький кабінет-бібліотеку й залу для нарад. З 1800 до 1802 рр. цей маленький замок, поряд з Тюїльрі, став місцем, де засідав уряд Франції, де зустрічалися в неофіційній обстановці міністри Консульства.
У 1802 році родина Першого консула переїхала до Сен-Клу, однак Жозефіна продовжує відвідувати Мальмезон. Наполеон найняв архітекторів, які зайнялися перебудовою й оздобленням палацу, догоджаючи смакам мадам Бонапарт.

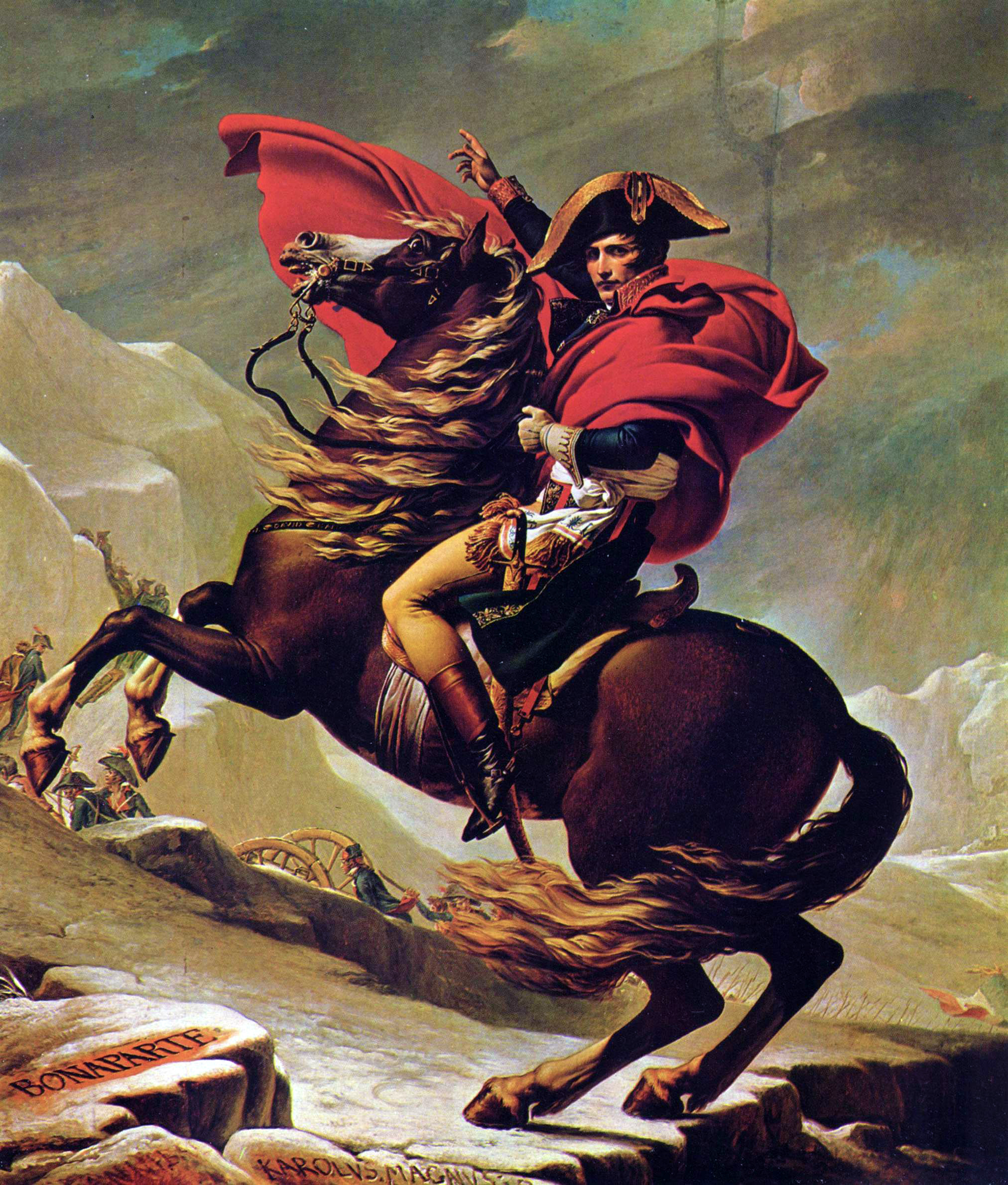
1801 року Наполеон переходить через Альпи. Жак-Луї Давид. Із колекції Мальмезону

1809 року, після розлучення з Жозефіною, імператор зберігає за нею титул імператриці й передає у володіння Мальмезон. Тут 29 травня 1814 року господиня Мальмезону померла.
Маєток перейшов у спадок синові Жозефіни, принцу Єженові Богарне, а після його смерті вдова принца продала Мальмезон шведському банкірові Йонасу Хагерману.

### Новітній час
1842 року маєток придбала Кристина Іспанська, вдова іспанського короля Фердинанда VII, а в 1861 році господарем Мальмезону стає французький імператор Наполеон III, який був племінником Наполеона I й рідним онуком Жозефіни.
Мальмезон дуже постраждав під час Франко-німецької війни 1870-71 років. У палаці певний час розміщувалася німецька казарма.
В 1877 році держава продала Мальмезон комерсантові, який заклав у маєтку новий парк. А 1896 року маєток придбав історик наполеонівської епохи Даніель Іфла, відомий під псевдонімом «Озіріс». Саме він зібрав колекцію, присвячену Наполеонові й заповів Мальмезон державі (1904).

## Музей
Тепер разом із прилеглим замком Буа-Пе Мальмезон утворює музей наполеонівської епохи. Він був відкритий 1906 року. Остання його реставрація закінчилася в 1992 році. У салонах, реконструйованих в стилі Першої імперії, відновлена атмосфера початку XIX століття: експонуються портрети, предмети побуту імператорської родини та інші пам'ятні речі, зокрема трон Наполеона з Фонтенбло, похідне ліжко, на якому він помер, його посмертна маска.

## Галерея

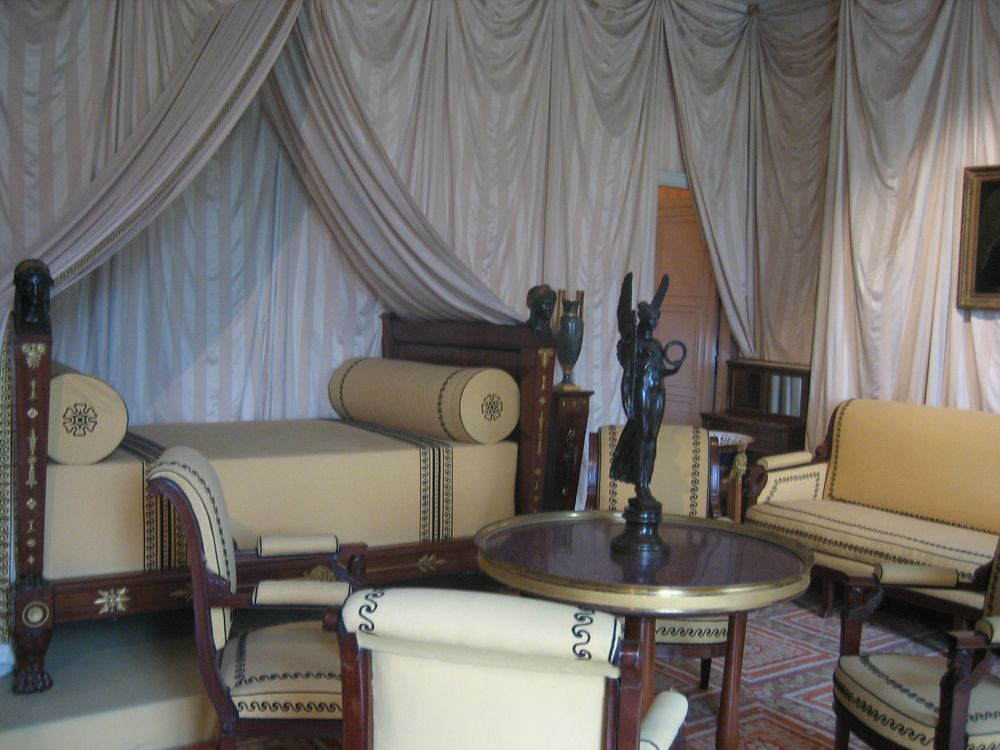
Спальня Наполеона
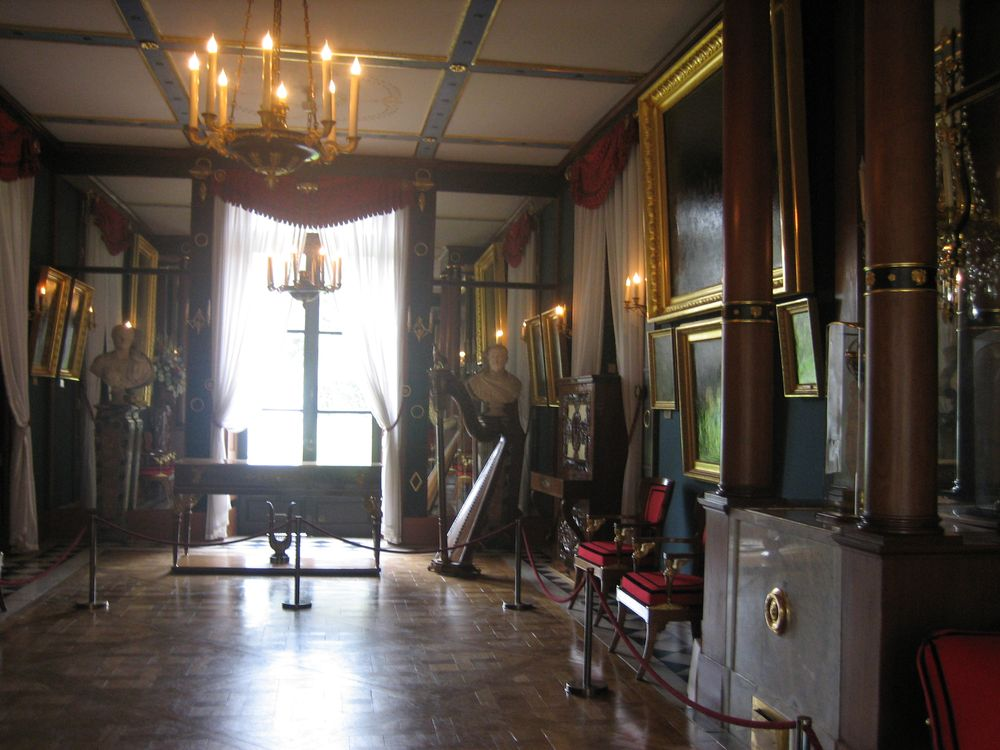
Музичний салон
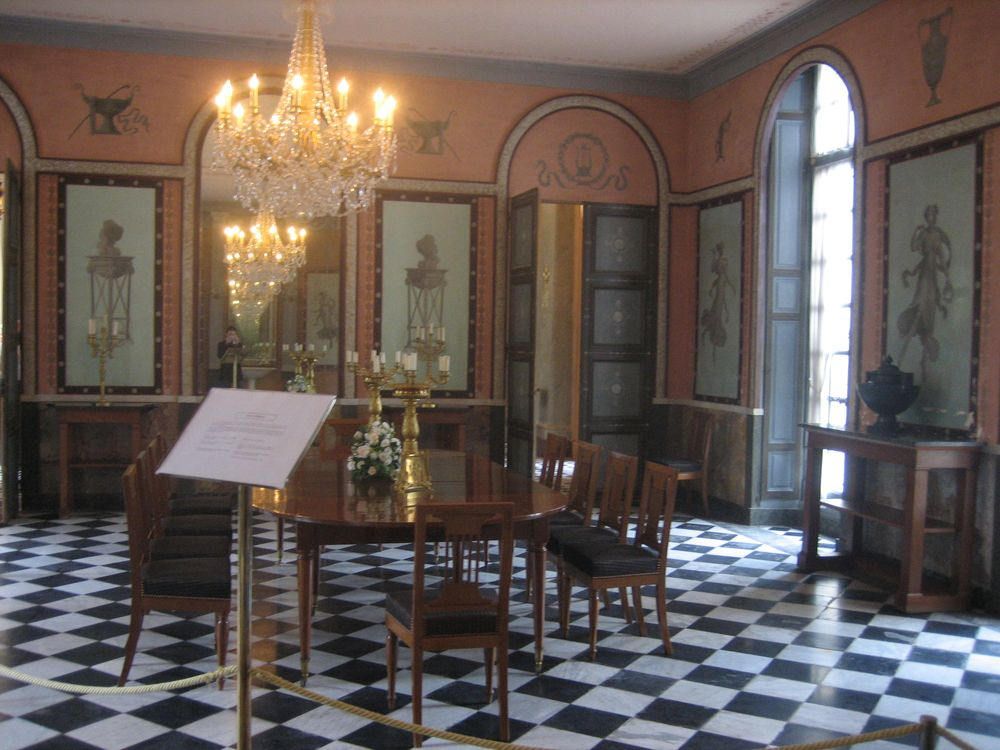
Їдальня
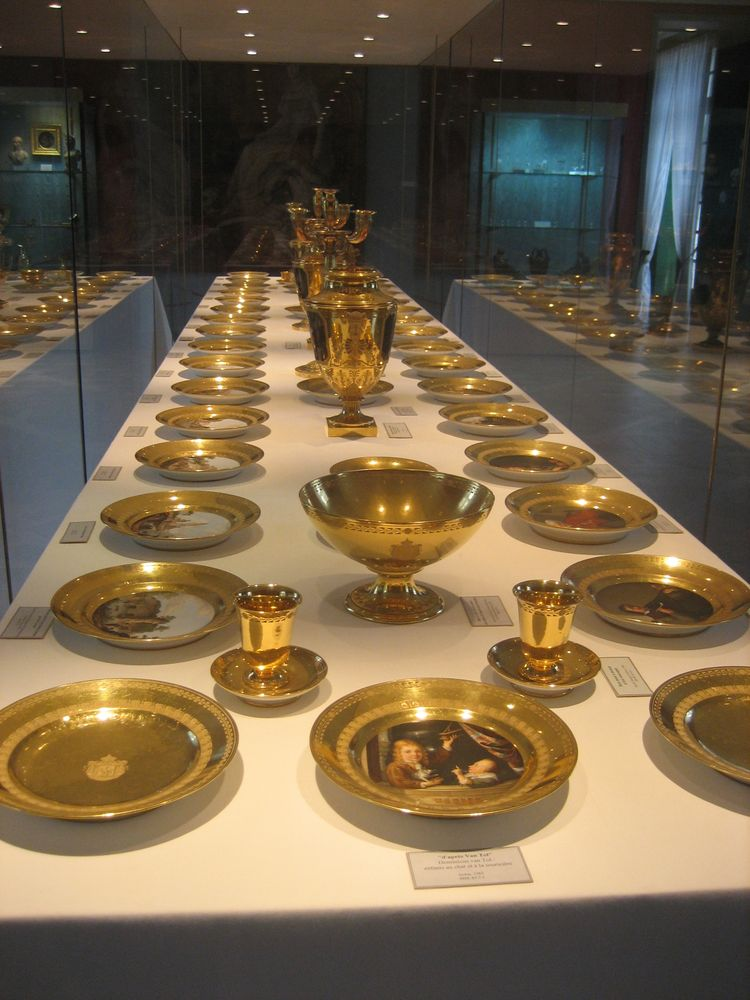
Сервіз Жозефіни (Севрська порцелянова мануфактура)